# Milan Polák
Milan Polák (17. srpna 1897 Čadca – 2. srpna 1951 mezi obcemi Kostolná a Záblatie) byl slovenský a československý voják, účastník slovenského národního povstání, politik, poválečný poslanec Prozatímního Národního shromáždění, Slovenské národní rady a Ústavodárného Národního shromáždění za Demokratickou stranu. Po roce 1948 poslanec Národního shromáždění ČSR a funkcionář Strany slovenské obrody coby loajální součásti komunistického režimu. V letech 1948-1951 pověřenec zdravotnictví.

## Biografie
Absolvoval obecnou a měšťanskou školu v Žilině a učitelský ústav Ostřihomi. Působil jako učitel, později jako vládní úředník. V meziválečném Československu se angažoval v Republikánské straně zemědělského a malorolnického lidu (agrárníci). Po Mnichovu se v říjnu 1938 podílel za slovenské agrárníky na dojednávání Žilinské dohody coby společné platformy slovenských stran ve prospěch autonomie a byl jedním ze signatářů její finální verze.
Za druhé světové války působil v odboji, podílel se na přípravě slovenského národního povstání. Ještě před vypuknutí povstání se stal členem Slovenské národní rady, která sdružovala komunistické a nekomunistické špičky odboje. Působil jako kapitán na velitelství pozemních vojsk v povstaleckém centru v Banské Bystrici. Byl pobočníkem Jána Goliana. Zastával post pověřence pro zdravotnictví. Byl mu udělen roku 1945 Řád Slovenského národního povstání a roku 1969 in memoriam Řád Rudé hvězdy.
Patřil mezi zakladatele Demokratické strany jako hlavní politické síly nesocialistického odboje. Na sjezdu DS v dubnu 1945 byl zvolen jedním z jejích místopředsedů. Ve funkci ho potvrdil sjezd v červenci 1945. Předsedal vlivnému Svazu vojáků Slovenského národního povstání. Účastnil se v delegaci Slovenské národní rady, která 1. června 1945 jednala s prezidentem Edvardem Benešem a řešila mimo jiné postavení Slovenska v obnovené republice.
V letech 1945–1946 byl poslancem Prozatímního Národního shromáždění za Demokratickou stranu. Po parlamentních volbách v roce 1946 se stal poslancem Ústavodárného Národního shromáždění, kde formálně zasedal až do voleb roku 1948 a kde měl funkci místopředsedy. Zároveň byl v srpnu 1945 delegáty národních výborů zvolen za poslance Slovenské národní rady. Zasedal zde do roku 1946. Pak byl na základě výsledků parlamentních voleb roku 1946 opětovně zvolen do Slovenské národní rady.
Už na podzim 1947 patřil v rámci Demokratické strany k opoziční frakci, která kritizovala její vedení a žádala důslednější očistu strany. Spolustraníci uváděli zpětně, že věděli již roku 1947, že tajně spolupracuje s komunisty. Během únorového převratu v roce 1948 pak zaujal postoj vstřícný spolupráci s KSČ. Stal se předsedou Akčního výboru Národní fronty v Demokratické straně a podílel se na čistkách a vylučování protikomunistických politiků. Zapojil se potom do budování Strany slovenské obrody jako loajální součásti komunistického režimu. Stal se jejím úřadujícím předsedou. V rámci této strany vedl spory s křídlem okolo Jána Ševčíka. Státní bezpečnost ve svém hlášení označovala Ševčíkovu frakci za skutečně loajální vůči státu a KSČ, zatímco Poláka a jemu blízké považovala za skryté stoupence Jozefa Lettricha. Polák měl být dokonce dohodnut s Lettrichem, že zůstane na Slovensku.
V 8. Sboru pověřenců působil v letech 1947-1948 jako jeho místopředseda. Po únorovém převratu zastával v 10. Sboru pověřenců v letech 1948-1951 až do své smrti funkci pověřence zdravotnictví. Zemřel při automobilové nehodě.
Ve volbách do Národního shromáždění roku 1948 získal mandát v parlamentu za volební kraj Trenčín. Zde zasedal do své smrti v roce 1951. Pak ho nahradil Pavel Kaniansky.